# Llista dels municipis del País Valencià que tenen el topònim oficial diferent de la forma tradicional en valencià
Aquesta llista presenta municipis valencians amb topònim oficial diferent del topònim tradicional en valencià, seguint el criteri de l'Acadèmia Valenciana de la Llengua. S'hi inclou una relació general dels topònims oficials de la forma tradicional en valencià, una relació dels municipis amb el topònim oficial bilingüe i una relació de municipis que tenen el topònim oficial en castellà.
Tots els municipis d'aquesta llista pertanyen a la zona de predomini lingüístic valencià.

## Llista de topònims oficials diferents de la forma tradicional en valencià
Aquesta llista inclou els municipis que tenen el topònim oficial en castellà i els que el tenen oficialitzat en la forma bilingüe.
1. Alacant, oficialment Alacant/Alicante
2. Alboraia, oficialment Alboraya/Alboraia
3. Albuixec, oficialment Albuixech
4. Alcoi, oficialment Alcoy/Alcoi
5. l'Alguenya, oficialment Algueña
6. les Alqueries, oficialment les Alqueries/Alquerías del Niño Perdido
7. Benicàssim, oficialment Benicàssim/Benicasim
8. Beniflà, oficialment Beniflá
9. Borriana, oficialment Borriana/Burriana
10. el Camp de Mirra, oficialment Campo de Mirra/el Camp de Mirra
11. la Canyada, oficialment Cañada
12. Cervera del Maestrat, oficialment Cervera del Maestre
13. Elx, oficialment Elche/Elx
14. el Fondó de les Neus, oficialment Hondón de las Nieves/el Fondó de les Neus
15. el Fondó dels Frares, oficialment Hondón de los Frailes
16. el Forcall, oficialment Forcall
17. Llucena, oficialment Llucena/Lucena del Cid
18. Moixent, oficialment Mogente/Moixent
19. Monòver, oficialment Monóvar/Monòver
20. Montcada, oficialment Moncada
21. Montitxelvo, oficialment Montitxelvo/Montichelvo
22. Montroi, oficialment Montroi/Montroy
23. Muro d'Alcoi, oficialment Muro de Alcoy
24. Nàquera, oficialment Nàquera/Náquera
25. Orpesa, oficialment Orpesa/Oropesa del Mar
26. l'Orxa, oficialment l'Orxa/Lorcha
27. Palma de Gandia, oficialment Palma de Gandía
28. Peníscola, oficialment Peníscola/Peñíscola
29. el Pinós, oficialment el Pinós/Pinoso
30. el Poble Nou de Benitatxell, oficialment el Poble Nou de Benitatxell/Benitachell
31. el Ràfol de Salem, oficialment Ráfol de Salem
32. Sagunt, oficialment Sagunt/Sagunto
33. Sanet i els Negrals, oficialment Sanet y Negrals
34. Sant Jordi, oficialment Sant Jordi / San Jorge
35. Sant Rafel del Riu, oficialment San Rafael del Río
36. Sant Vicent del Raspeig, oficialment Sant Vicent del Raspeig / San Vicente del Raspeig
37. Santa Magdalena de Polpís, oficialment Santa Magdalena de Pulpis
38. la Serra d'en Galceran, oficialment Sierra Engarcerán
39. Sorita, oficialment Zorita del Maestrazgo
40. Suera, oficialment Suera / Sueras
41. la Todolella, oficialment Todolella
42. Torís, oficialment Turís
43. la Torre de les Maçanes, oficialment la Torre de les Maçanes / Torremanzanas
44. les Useres, oficialment les Useres / Useras
45. la Vall d'Alba, oficialment Vall d'Alba
46. la Vila Joiosa, oficialment la Vila Joiosa / Villajoyosa, en procés d'aprovació de la forma exclusiva en valencià[3]
47. Vilafranca, oficialment Vilafranca / Villafranca del Cid
48. Vilallonga, oficialment Vilallonga / Villalonga
49. Xàbia, oficialment Xàbia / Jávea
50. Xilxes, oficialment Xilxes / Chilches
51. Xixona, oficialment Xixona / Jijona
52. Xodos, oficialment Xodos / Chodos

## Llista de topònims oficials bilingües
Aquesta llista inclou els municipis que tenen el topònim oficial en la forma bilingüe, en valencià i en castellà. Tots els municipis d'aquesta llista pertanyen a la zona de predomini lingüístic valencià.
1. Alacant, oficialment Alacant / Alicante
2. Alcoi, oficialment Alcoi / Alcoy
3. Alboraia, oficialment Alboraia / Alboraya
4. les Alqueries, oficialment les Alqueries / Alquerías del Niño Perdido
5. Benicàssim, oficialment Benicàssim / Benicasim
6. Borriana, oficialment Borriana / Burriana
7. el Camp de Mirra, oficialment el Camp de Mirra / Campo de Mirra
8. Elx, oficialment Elx / Elche
9. el Fondó de les Neus, oficialment el Fondó de les Neus / Hondón de las Nieves
10. Llucena, oficialment Llucena / Lucena del Cid
11. Moixent, oficialment Moixent / Mogente
12. Monòver, oficialment Monòver / Monóvar
13. Montitxelvo, oficialment Montitxelvo / Montichelvo
14. Montroi, oficialment Montroi / Montroy
15. Nàquera, oficialment Nàquera/Náquera
16. Orpesa, oficialment Orpesa/Oropesa del Mar
17. l'Orxa, oficialment l'Orxa / Lorcha
18. Peníscola, oficialment Peníscola / Peñíscola
19. el Pinós, oficialment el Pinós / Pinoso
20. el Poble Nou de Benitatxell, oficialment el Poble Nou de Benitatxell / Benitachell
21. Sagunt, oficialment Sagunt / Sagunto
22. Sant Jordi, oficialment Sant Jordi / San Jorge
23. Sant Vicent del Raspeig, oficialment Sant Vicent del Raspeig / San Vicente del Raspeig
24. Suera, oficialment Suera / Sueras
25. la Torre de les Maçanes, oficialment la Torre de les Maçanes / Torremanzanas
26. les Useres, oficialment les Useres / Useras
27. la Vila Joiosa, oficialment la Vila Joiosa / Villajoyosa, en procés d'aprovació de la forma exclusiva en valencià[4]
28. Vilafranca, oficialment Vilafranca / Villafranca del Cid
29. Vilallonga, oficialment Vilallonga / Villalonga
30. Xàbia, oficialment Xàbia / Jávea
31. Xilxes, oficialment Xilxes / Chilches
32. Xixona, oficialment Xixona / Jijona
33. Xodos, oficialment Xodos / Chodos

## Llista de topònims oficials en castellà
Aquesta llista inclou els municipis que tenen el topònim oficial en castellà, i els que es mantenen sense l'article corresponent a la forma tradicional en valencià. Tots els municipis d'aquesta llista pertanyen a la zona de predomini lingüístic valencià.
1. Albuixec, oficialment Albuixech
2. l'Alguenya, oficialment Algueña
3. Beniflà, oficialment Beniflá
4. la Canyada, oficialment Cañada
5. Cervera del Maestrat, oficialment Cervera del Maestre
6. el Fondó dels Frares, oficialment Hondón de los Frailes
7. el Forcall, oficialment Forcall
8. Montcada, oficialment Moncada
9. Muro d'Alcoi, oficialment Muro de Alcoy
10. Palma de Gandia, oficialment Palma de Gandía
11. el Ràfol de Salem, oficialment Ráfol de Salem
12. Sanet i els Negrals, oficialment Sanet y Negrals
13. Sant Rafel del Riu, oficialment San Rafael del Río
14. Santa Magdalena de Polpís, oficialment Santa Magdalena de Pulpis
15. la Serra d'en Galceran, oficialment Sierra Engarcerán
16. Sorita, oficialment Zorita del Maestrazgo
17. la Todolella, oficialment Todolella
18. Torís, oficialment Turís
19. la Vall d'Alba, oficialment Vall d'Alba